# Le Folgoët
Le Folgoët (bretonisch Ar Folgoad) ist eine französische Gemeinde im Département Finistère mit 3290 Einwohnern (Stand 1. Januar 2022). Die Bewohner werden Folgoétiens und Folgoétiennes oder Folgoatiens und Folgoatiennes genannt.

## Lage
Der Ort befindet sich im Nordwesten der Bretagne nur wenige Kilometer  südlich der Atlantikküste. Brest liegt 22 Kilometer südwestlich und Paris etwa 480 Kilometer östlich.

## Verkehr
Bei Landerneau und Brest gibt es die nächsten Abfahrten an der Schnellstraße E 50 (Rennes-Brest) und Regionalbahnhöfe an den Bahnlinien Brest-Rennes und Brest-Nantes.
Der Regionalflughafen Aéroport de Brest Bretagne befindet sich lediglich 15 Kilometer südwestlich.

## Bevölkerungsentwicklung
| Jahr                       | 1962 | 1968 | 1975 | 1982 | 1990 | 1999 | 2007 | 2017 |
| Einwohner                  | 1309 | 1459 | 2220 | 2816 | 3094 | 3110 | 3037 | 3187 |
| Quellen: Cassini und INSEE |      |      |      |      |      |      |      |      |

## Sehenswürdigkeiten
Siehe auch: Liste der Monuments historiques in Le Folgoët
Die wichtigste Sehenswürdigkeit des Ortes ist die Basilika Notre-Dame du Folgoët aus dem 15. Jahrhundert, die auf Salaün Ar Foll zurückzuführen ist. Sie ist seit 1840 als Monument historique klassifiziert.
Die Kapelle Saint-Vellé im Weiler Gicqueleau wurde im 16. Jahrhundert gebaut und ist seit 1975 mit ihrem Calvaire als Monument historique eingeschrieben.
Das ehemalige Priorat ist heute das Pfarrhaus und ist seit 1889 als Monument historique klassifiziert.
Das Herrenhaus im Weiler Guicquelleau datiert aus dem 15. Jahrhundert.

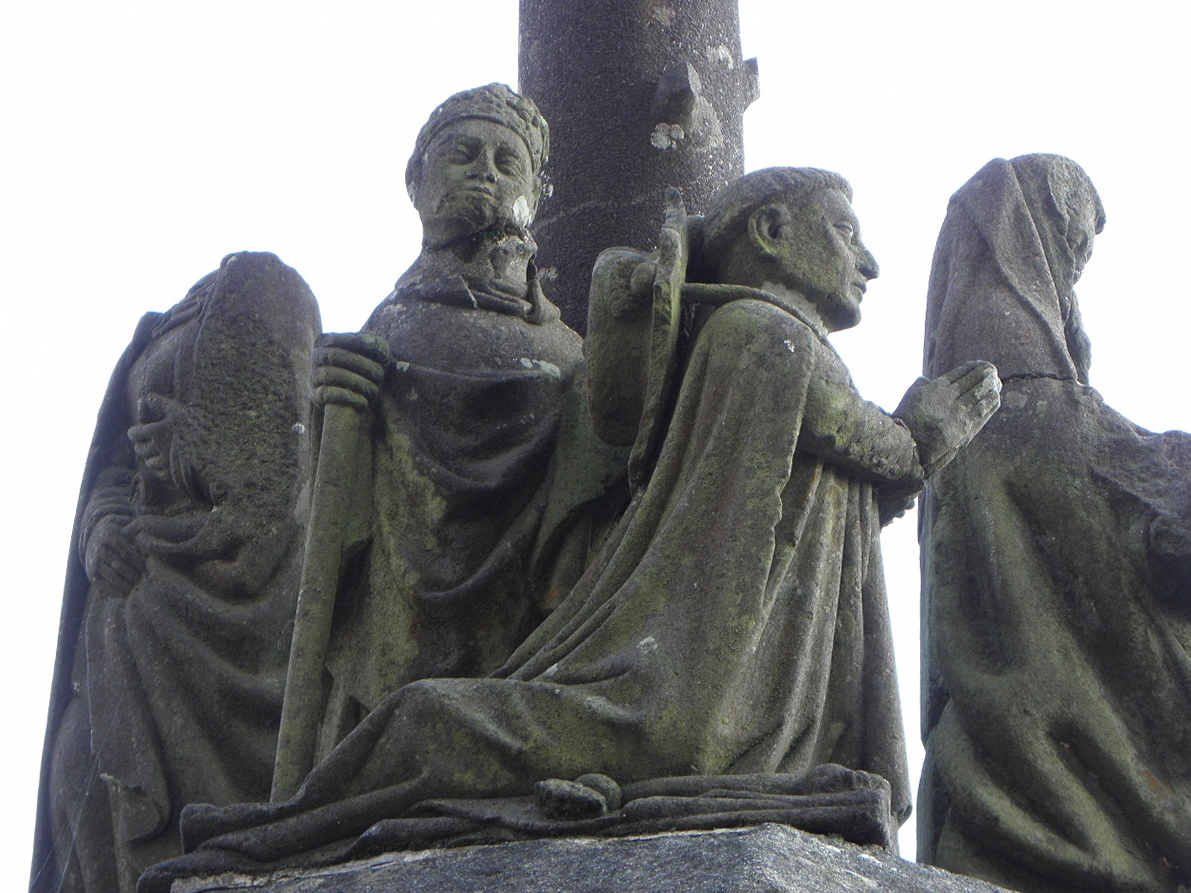
Figuren des Calvaires der Basilika Notre-Dame du Folgoët
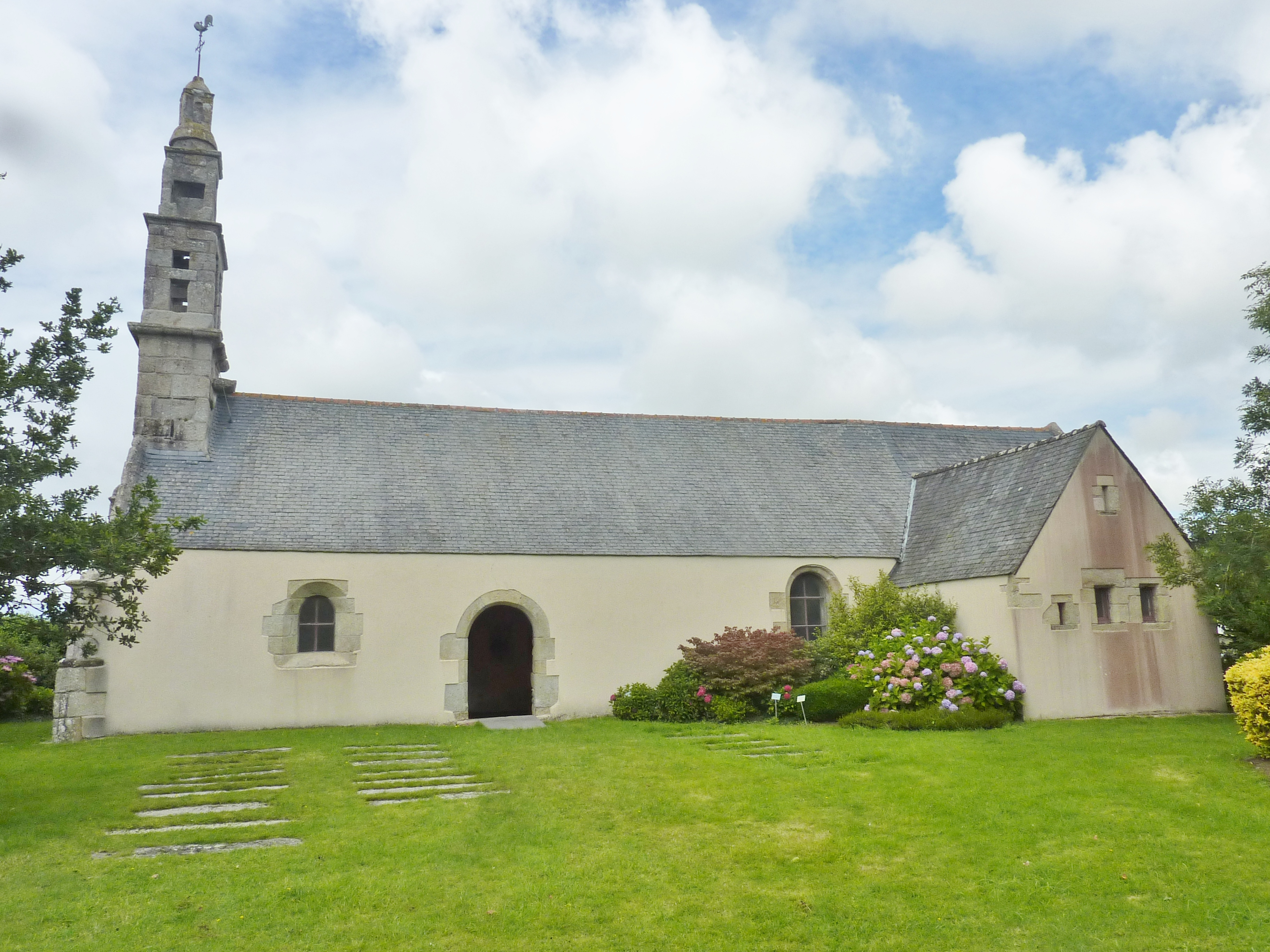
Kapelle Saint-Vellé im Weiler Gicqueleau
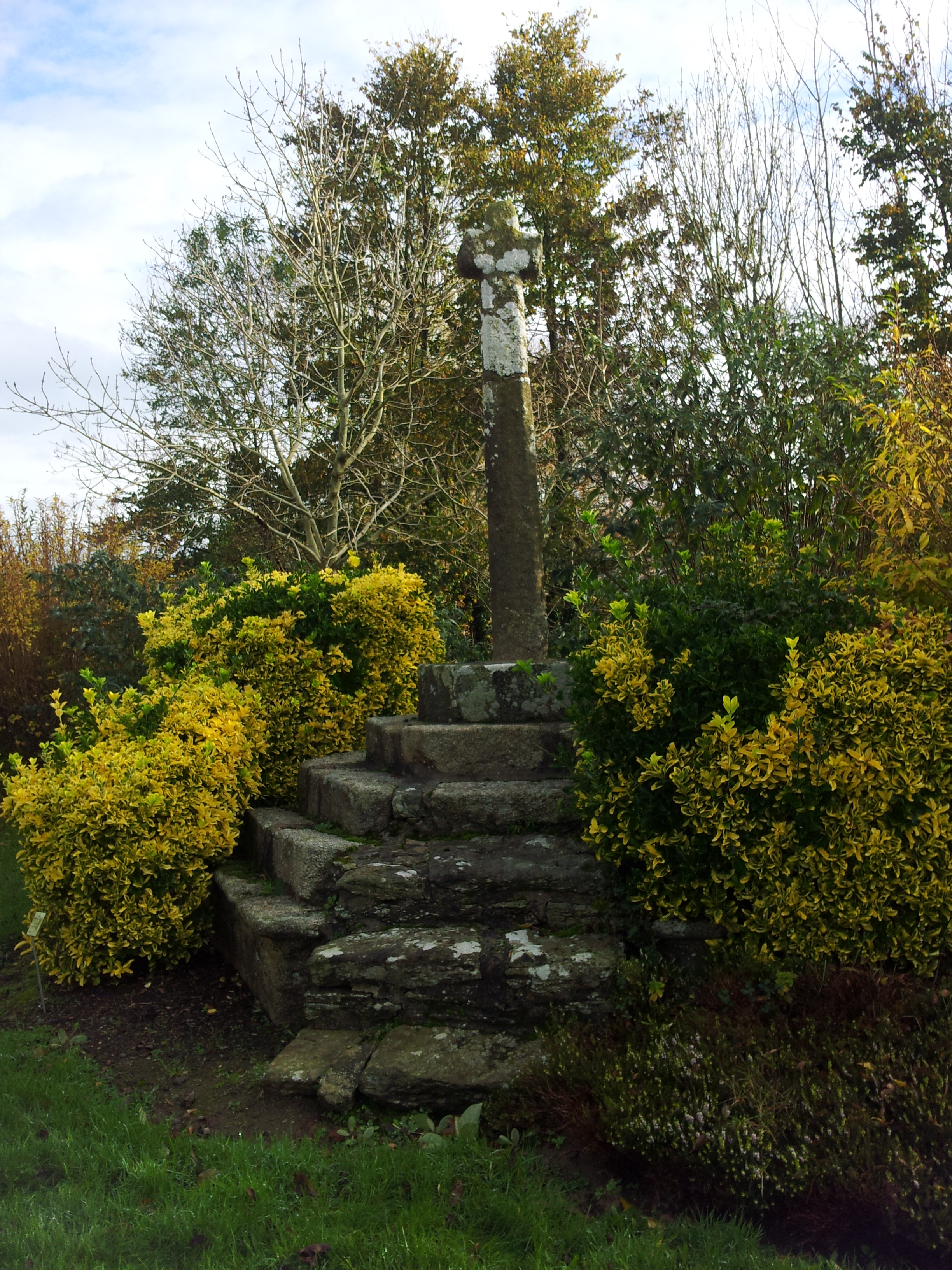
Calvaire der Kapelle Saint-Vellé
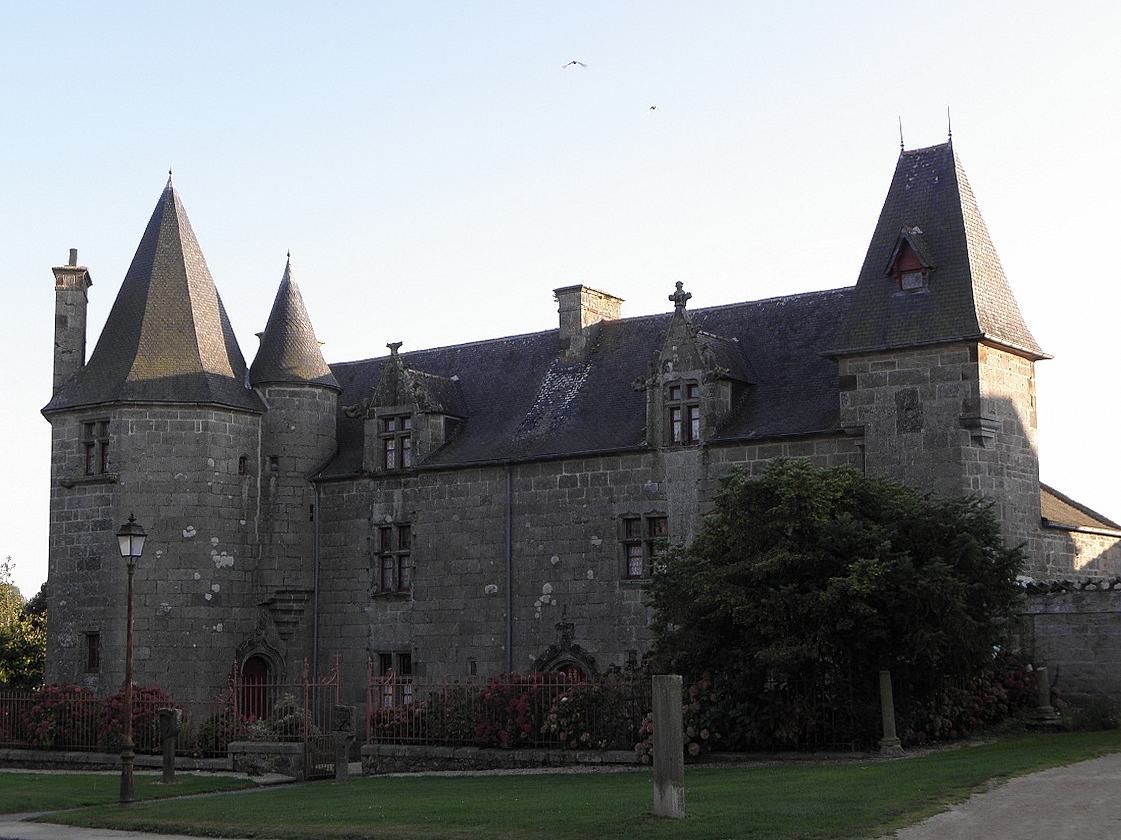
Ehemaliges Priorat
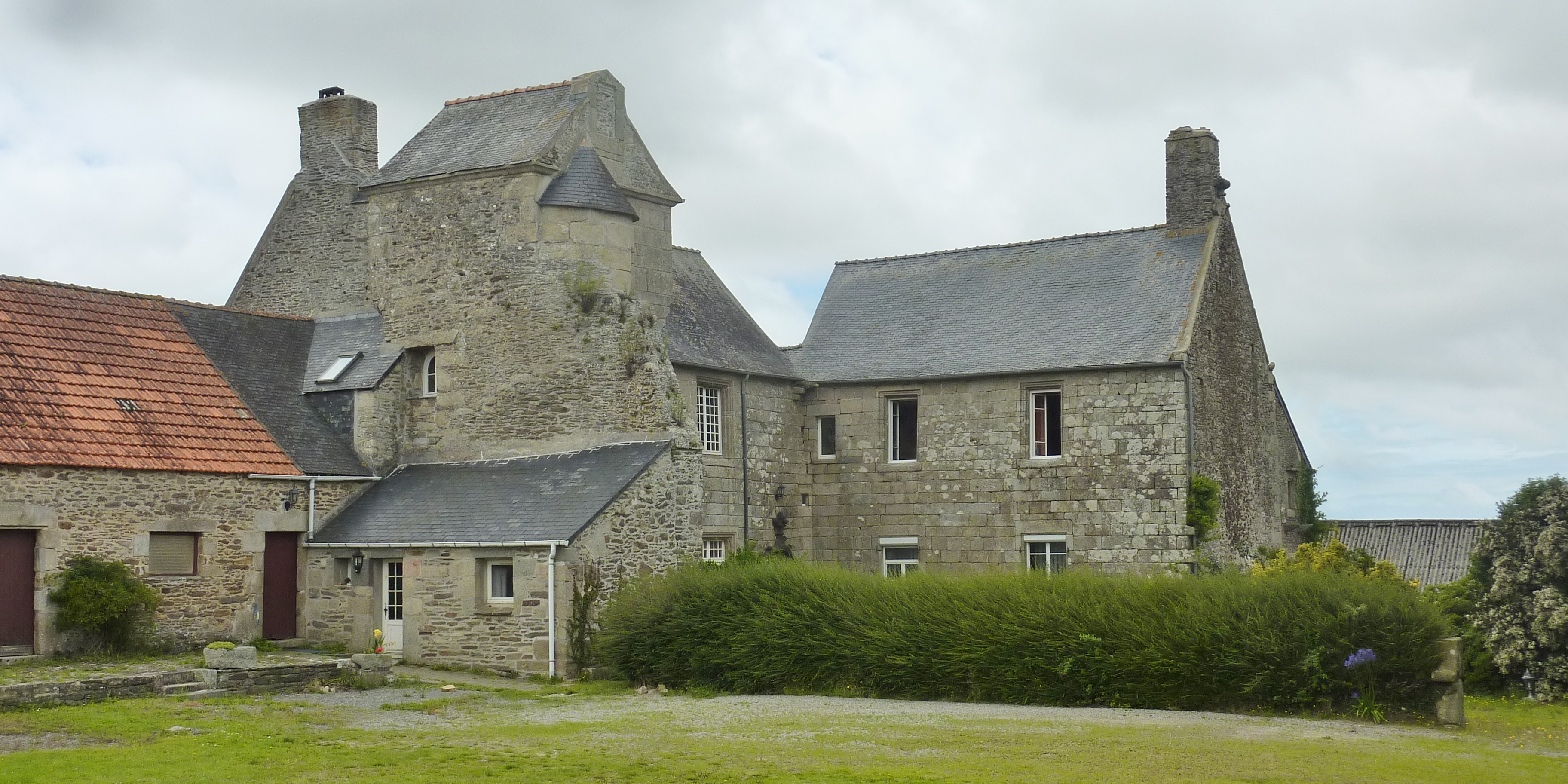
Herrenhaus Guicquelleau
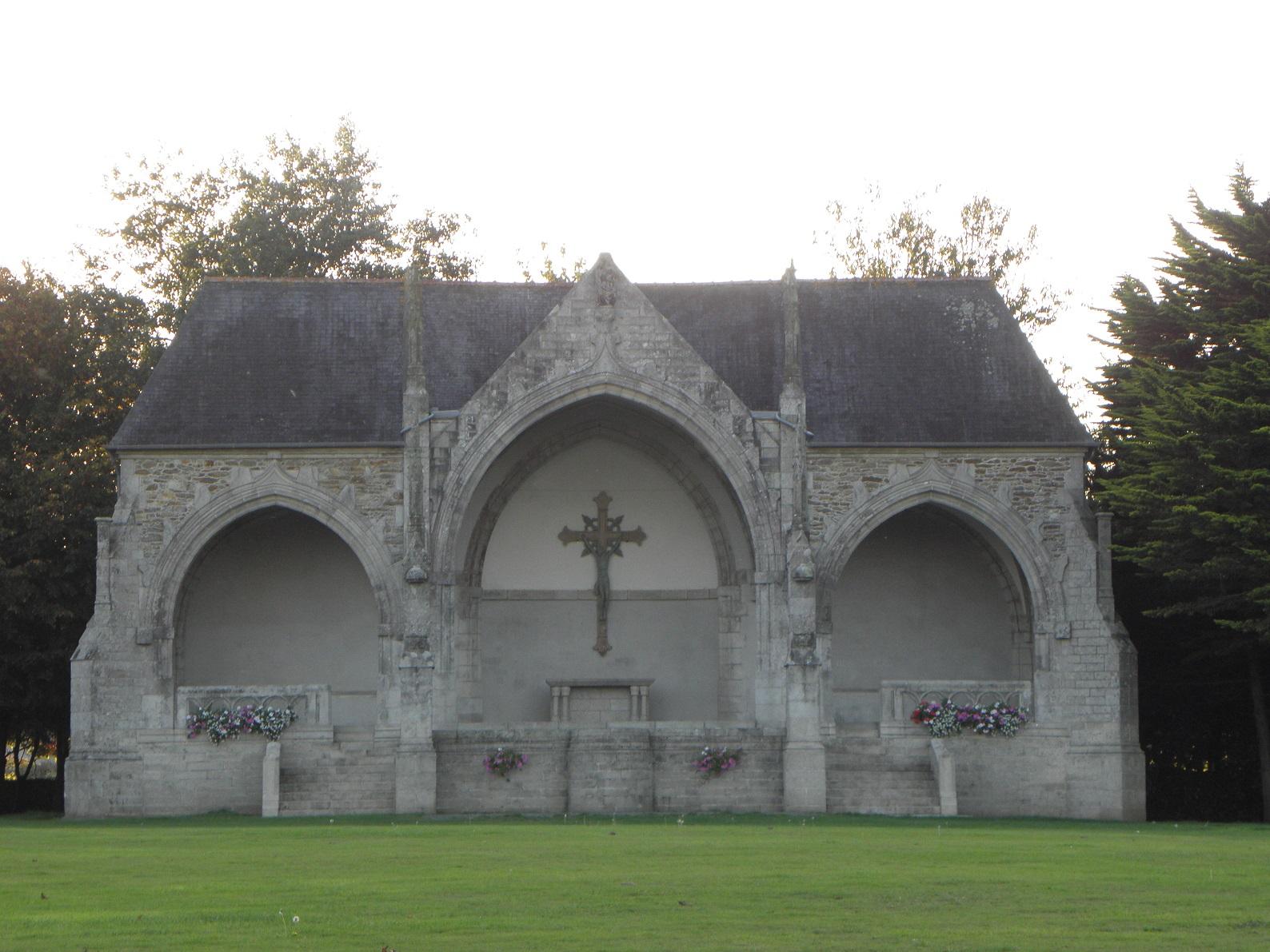
Prozessionsaltars